# Religionen in Bonn

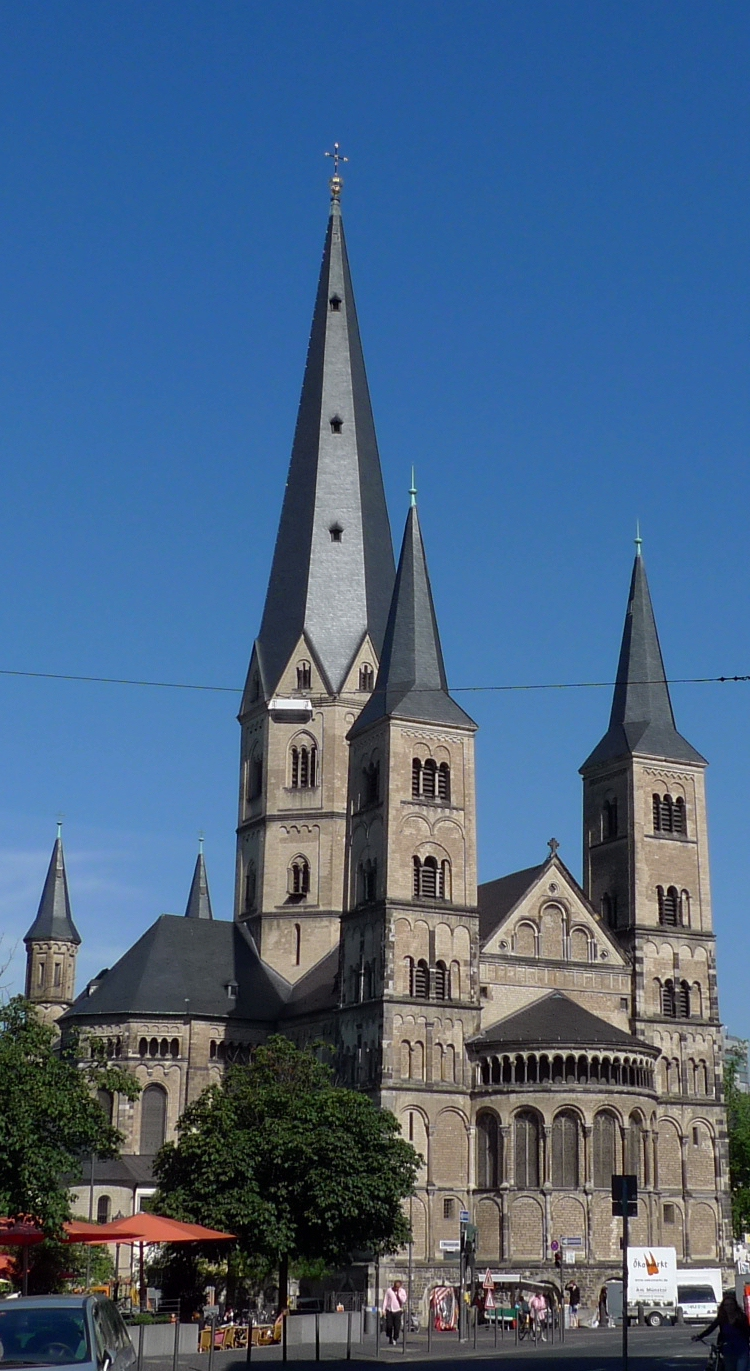
Bonner Münster

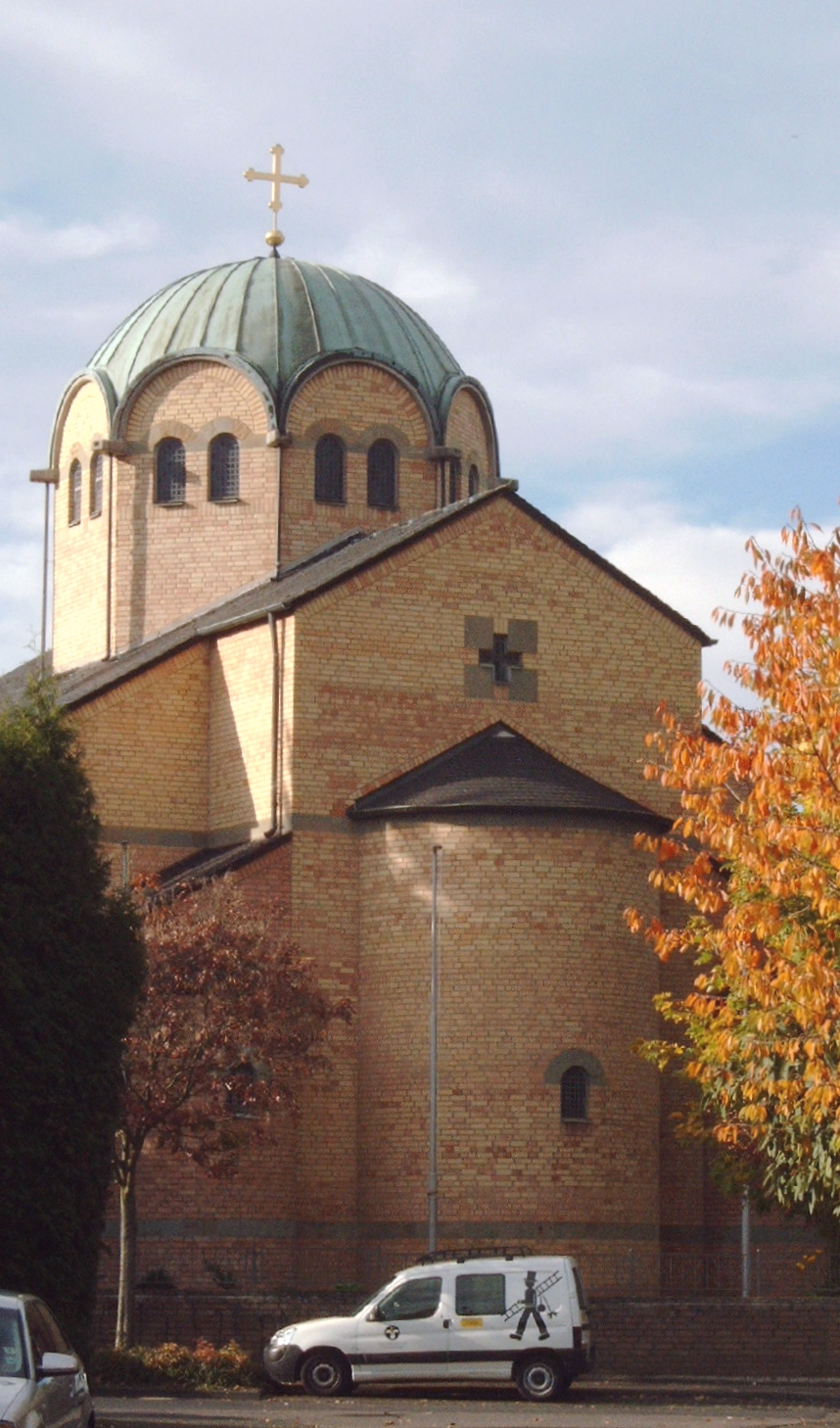
Griechisch-orthodoxe Kirche in Bonn-Beuel

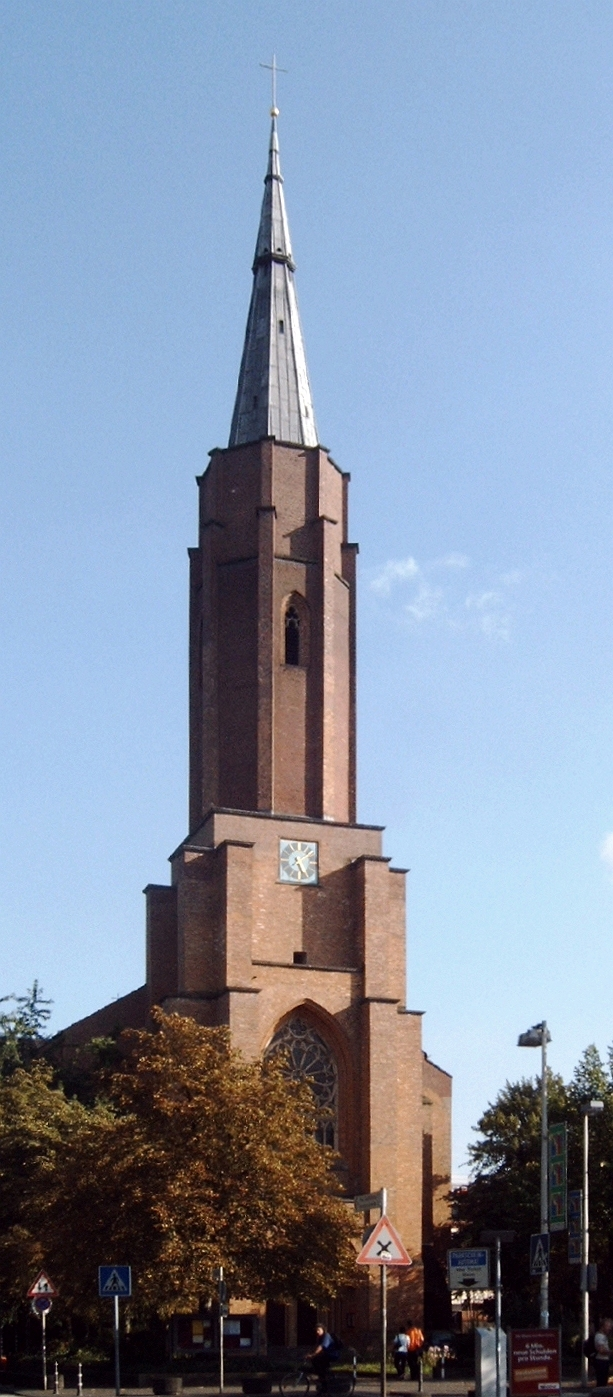
Evangelische Kreuzkirche am Kaiserplatz

## Konfessionsstatistik
Am 31. Dezember 2024 waren 27,4 % der Bonner Bevölkerung römisch-katholisch, 15,6 % evangelisch und 11,9 % islamisch. 4,1 % gehörten einer sonstigen sowie 41,0 % keiner Glaubensgemeinschaft an.
Am 31. Dezember 2018 waren 34,2 % der Einwohner katholisch und 19,0 % gehörten der Evangelischen Kirche an, 3,4 % der Einwohner gehörten anderen Konfessionen an; 32,8 % waren konfessionslos. In Bonn lebten damals außerdem geschätzt rund 35.000 Muslime, was fast 11 % der Einwohner entsprach.
Laut kirchlicher Statistik waren Ende 2023 96.850 Einwohner katholisch.

## Christentum

### Römisch-Katholische Kirche
Im 20. Jahrhundert hat sich die Konfessionszugehörigkeit der Bonner Bevölkerung erheblich verändert. Waren 1925 noch mehr als 80 % der Einwohner römisch-katholisch, so hatte sich bis Ende der 1990er-Jahre der Anteil schon fast halbiert. Der Anteil an der Gesamtbevölkerung sank seit 1991 bei den Katholiken von 50,5 auf 31,3 %.
Das Gebiet der heutigen Stadt Bonn gehört seit dem 4. Jahrhundert zum Erzbistum Köln. Die Stadt war Sitz eines Chorepiskopats, später eines Archidiakonats des Propstes am Stift St. Cassius, das für die Dekanate Bonn-Ahrgau, Zülpichgau, Eifelgau und Auelgau zuständig war.
Anfang des 16. Jahrhunderts war Bonn Mittelpunkt der Reformationsversuche von Kurfürst Hermann V. von Wied. Nach dem Ende des Truchsessischen Krieges im Jahr 1588 konnte sich dann wieder der Katholizismus – vor allem dank Unterstützung durch die Wittelsbacher – durchsetzen.
Nach Auflösung Kurkölns 1802 gehörten die Pfarrgemeinden Bonns kurzzeitig zum Bistum Aachen, 1821/1825 wurden sie dem wiedergegründeten Erzbistum Köln zugeordnet.
Die Pfarrgemeinden der Stadt bilden heute das Stadtdekanat Bonn. Katholische Hauptkirche der Stadt ist die Münsterbasilika, die der Legende nach über den Gräbern der Märtyrer Cassius und Florentius, Soldaten der Thebaischen Legion, Mitte des 3. Jahrhunderts errichtet wurde.
Des Weiteren befindet sich das Collegium Albertinum in Bonn, eines von zwei Theologenkonvikten der katholischen Kirche in NRW. Dies ist eine Unterkunft/Ausbildungsstätte für katholische Theologiestudenten mit dem Ziel der Priesterweihe.

### Evangelische Kirche
Erst die französische Besatzung des Rheinlandes und die Verkündigung der Organischen Artikel am 8. April 1802 gewährte den Bonner Protestanten – ebenso wie den Juden – Kultusfreiheit und volle Bürgerrechte. Im Jahre 1816 – das Rheinland war mittlerweile eine Provinz Preußens – bildete sich eine evangelische Gemeinde, die zur Kreissynode Mülheim am Rhein der Evangelischen Kirche in Preußen beziehungsweise deren Rheinischer Provinzialkirche gehörte.
1895 wurde Bonn Sitz eines eigenen Kirchenkreises, der heute zur Evangelischen Kirche im Rheinland zählt. In ihm sind alle Kirchengemeinden der Stadtbezirke Bonn und Hardtberg sowie von Alfter vereint. Der Kirchenkreis Bonn umfasst außerdem noch die Kirchengemeinden Bornheim und Hersel außerhalb des Stadtgebiets Bonn. Die Kirchengemeinden der seit 1969 nach Bonn eingemeindeten Städte Bad Godesberg und Beuel gehören zum Kirchenkreis Bad Godesberg-Voreifel bzw. zum Kirchenkreis An Sieg und Rhein. Auch diese beiden Kirchenkreise umfassen Gemeinden außerhalb des Stadtgebiets Bonn.
Der Anteil der evangelischen Bevölkerung stieg nach 1945 durch Zuzug von Bundesbeamten sprunghaft an und lag bis 1999 weitgehend konstant bei etwa 25 %. Bis zum Jahr 2021 ist der Anteil der evangelischen Bevölkerung auf 17,7 % gefallen. und auf 16,2 % im Jahr 2023.

### Andere christliche Gemeinden
Neben den beiden großen Kirchen gibt es in Bonn auch Freikirchen und sonstige christliche Gruppierungen und Gemeinden, unter anderem die Neuapostolische Kirche, eine Altkatholische Gemeinde (Bonn ist Bischofssitz für Deutschland), eine Gemeinde der Church of England, die griechische Diözese mit Sitz in Bonn-Beuel, Patriarchat Konstantinopel, die American Protestant Church, die Apostolische Gemeinschaft, eine Evangelisch-Freikirchliche Gemeinde (Baptisten), eine Freie evangelische Gemeinde, eine Gemeinde der Kirche Jesu Christi der Heiligen der Letzten Tage, die Universität-Bibel-Freundschaft, die Gemeinschaft der Siebenten-Tags-Adventisten sowie Versammlungen der Zeugen Jehovas.
Der Korps (Gemeinde) der Heilsarmee wurde am 31. Dezember 2019 geschlossen.

## Judentum

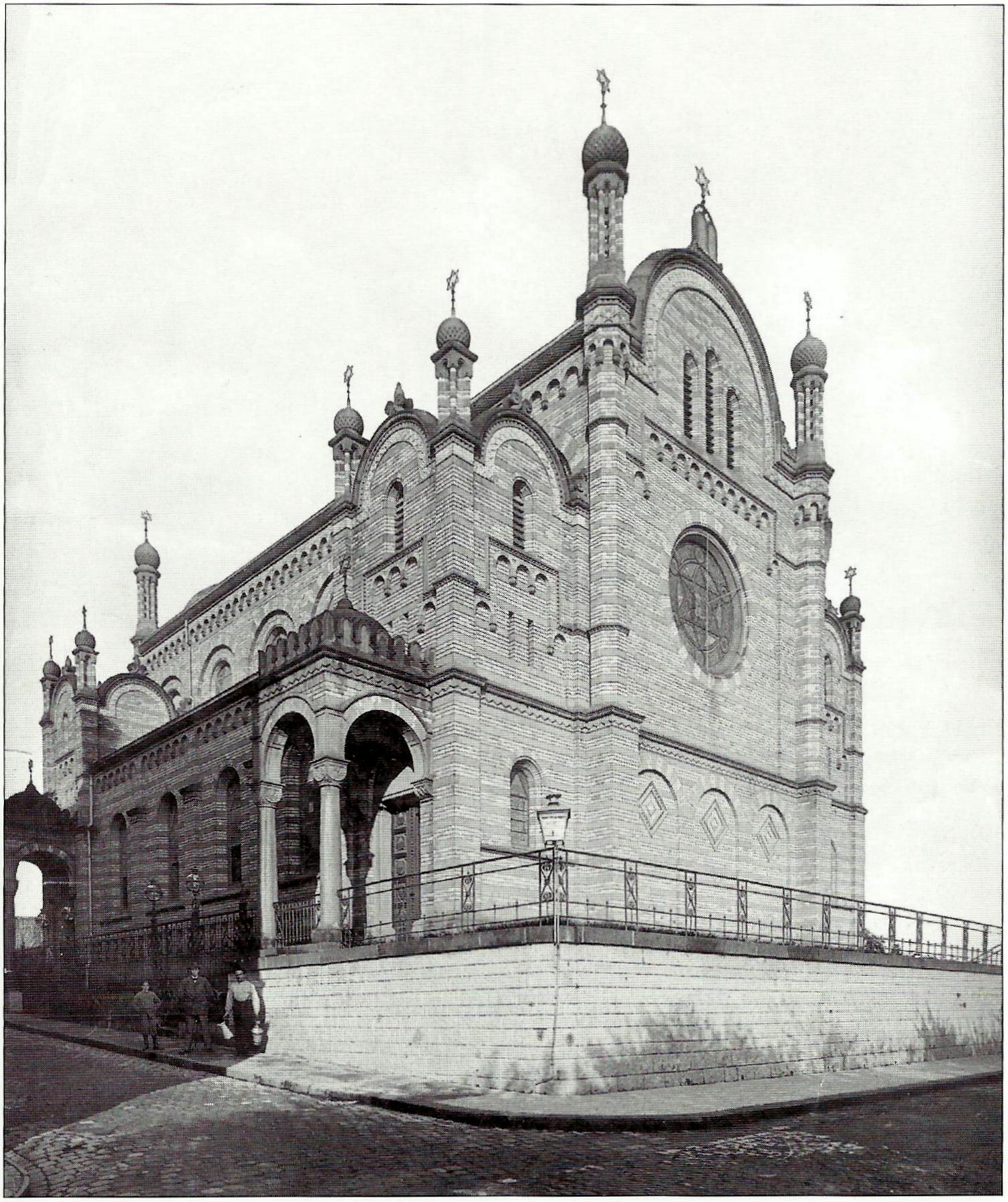
Die 1879 fertiggestellte Synagoge an der untergegangenen Tempelstraße (um 1880)

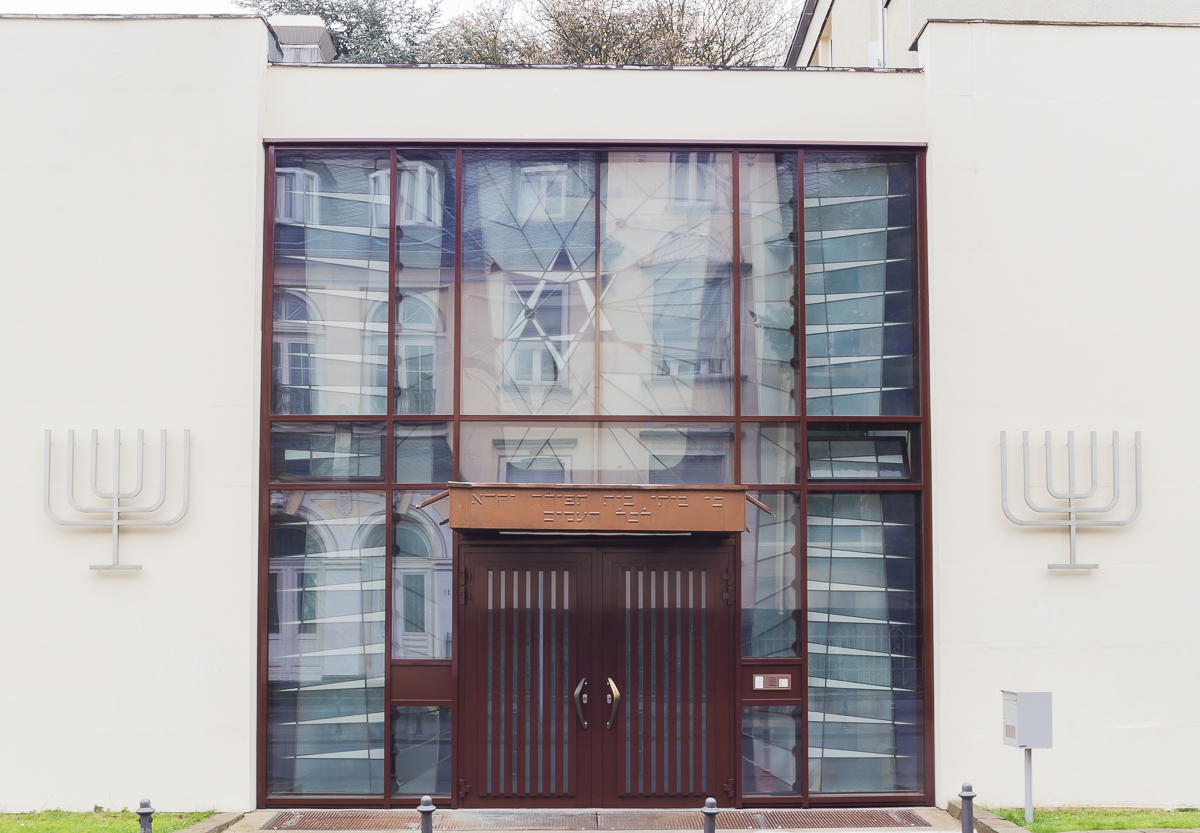
Die neue Synagoge

Die jüdische Gemeinde Bonn sieht auf eine Geschichte zurück, die bis in das Mittelalter zurückgeht. Das Gedenkbuch des Talmudgelehrten und Dichters Efraim bar Jakob ist eine erste Quelle, die über das Leben Bonner Juden im 12. Jahrhundert berichtet. Darin schildert er Ereignisse aus dem Jahr 1146, in denen er – als 13-Jähriger – und seine Glaubensgenossen auf die Burg Wolkenburg im Siebengebirge flüchteten, um sich vor der Verfolgung durch die christlichen Mitbürger zu schützen. 1288 wurden bei einer weiteren Verfolgung über 100 jüdische Bürger ermordet. Im Laufe der Zeit wuchs die jüdische Gemeinde zur größten innerhalb des Kurfürstentums Köln an. Im 19. Jahrhundert betrug der Anteil der Juden in Bonn etwas mehr als 2 % an der Gesamtbevölkerung. 1872/73 wurde der jüdische Friedhof angelegt und 1879 am Rheinufer an der damaligen Judengasse (ab 1886 Tempelstraße) an der Nordseite der Alten Rheinbrücke die neue Synagoge (Judengasse 2–6) eingeweiht. Das jüdische Gemeindehaus (Judengasse 10) war gemäß einer Beschreibung aus dem Jahre 1880 ein dreigeschossiges Gebäude mit Mansarddach, das – sofern es sich um den gleichen Bau handelt – bereits Mitte des 19. Jahrhunderts als baufällig beschrieben worden war. 1900 wurde es, nachdem das Dach undicht geworden und Wände und Decken gerissen waren, abgebrochen. Ein neues Gemeindehaus an der Stelle des bisherigen (Tempelstraße 10–12) entstand erst 1909/10 nach Plänen des Bonner Architekten und Regierungsbaumeisters Karl Thoma; zugleich wurde ein Anbau an die Synagoge erstellt und deren Umgebung umgestaltet. Sowohl Synagoge als auch Gemeindehaus fielen den Novemberpogromen 1938 zum Opfer und wurden im Dezember 1938 abgebrochen.
Die Größe der jüdischen Gemeinde belief sich 1828 auf 747, 1885 auf 685 und 1932/33 auf etwa 1200 Mitglieder. Mehr als 700 Juden überlebten die Nazi-Diktatur nicht; sie wurden ermordet oder starben während der Deportation in die Vernichtungslager des Holocaust. Nach dem Zweiten Weltkrieg bestand die jüdische Gemeinde, die am 3. November 1945 neu konstituiert wurde, nur noch aus wenigen Personen. 1947 erhielt sie einen provisorischen Betsaal in der Weststadt (Quantiusstraße 4). Am 26. Mai 1959 wurde in der Tempelstraße eine neue Synagoge eingeweiht. 1970 hatte die jüdische Gemeinde 159 Mitglieder. Diese Zahl hat sich seit dem Zerfall der Sowjetunion durch Einwanderer aus den sowjetischen Nachfolgestaaten erheblich vergrößert und beträgt 915 Mitglieder (Stand 2018). Seit Dezember 2015 gibt es wieder eine jüdische Hochschulgruppe an der Universität Bonn.

## Islam

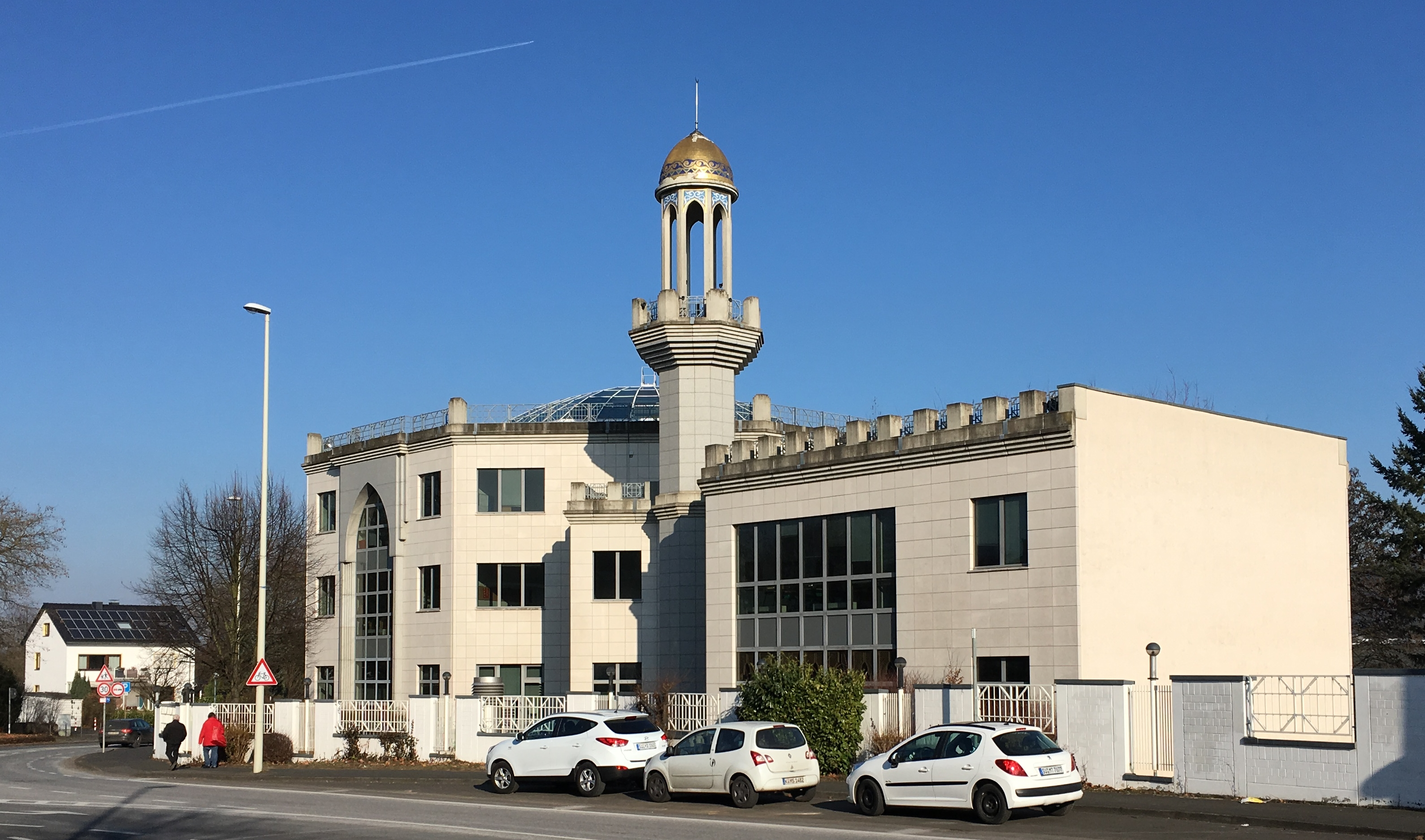
König-Fahd-Akademie in Bonn-Bad Godesberg

Der Anteil der Muslime an der Gesamtbevölkerung beträgt in Bonn 11,2 % und liegt demnach bei etwa 38.000 Anhängern. Es bestehen neun Moscheevereine sowie drei islamische Organisationen, die insgesamt 13 Moscheen unterhalten (Stand: Januar 2018). Seit dem 21. August 2006 gibt es einen „Rat der Muslime in Bonn“. Er soll eine einheitliche offizielle Vertretung der Muslime werden und die Interessen der Muslime gegenüber der Stadt Bonn und sonstigen öffentlichen sowie zivilen Einrichtungen vertreten.
Bonn ist Sitz der Deutschen Muslim-Liga Bonn (DML-Bonn), eines überregionalen Verbandes vorwiegend deutschstämmiger Muslime.

## Konfessionsstruktur in den Stadtbezirken
Im Stadtbezirk Beuel gehörten 2022 knapp über die Hälfte der Bevölkerung (52,0 %) einer christlichen Konfession an. In allen anderen Stadtbezirken weist weniger als die Hälfte der Bevölkerung eine christliche Konfessionszugehörigkeit auf. Im Stadtbezirk Bonn beträgt der Anteil 46,1 %, in Bad Godesberg 43,6 % und schließlich im Bezirk Hardtberg 43,4 %.